# Тэниура-лимма
Тэниура-лимма (лат. Taeniura lymma) — вид рода тэниур из семейства хвостоко́ловых отряда хвостоколообразных надотряда скатов. Обитает в тропических водах Индийского и центрально-западной части Тихого океана. Встречается от зоны прибоя до глубины 30 м. Населяет прибрежные воды вблизи коралловых рифов. Максимальная зарегистрированная ширина диска 35 см. Грудные плавники этих скатов срастаются с головой, образуя овальный диск. Кожа гладкая. Хвост довольно короткий и толстый. На хвостовом стебле присутствуют 1 или 2 шипа, позади которых расположен вентральный кожный киль. По желтоватой дорсальной поверхности диска разбросаны ярко-голубые круглые пятна. Вдоль хвоста тянутся длинные линии того же цвета.
Подобно прочим хвостоколообразным тэниуры-лимма размножаются яйцеживорождением. Эмбрионы развиваются в утробе матери, питаясь желтком и гистотрофом. В помёте до 7 новорождённых. Рацион этих скатов состоит из донных беспозвоночных и мелких костистых рыб. Из-за ядовитого шипа тэниуры-лимма считаются потенциально опасными для человека, однако они не агрессивны и в случае опасности предпочитают спасаться бегством. Небольшой размер и яркая окраска делают этих скатов привлекательными для содержания в аквариумах, хотя они плохо переносят неволю. Не являются объектом целевого промысла. В качестве прилова попадаются по всему ареалу.

## Таксономия и филогенез
Впервые вид был научно описан шведским натуралистом Пером Форссколем в 1775 году как Raja lymma. Голотип назначен не был. Видовой эпитет означает «грязь». В 1837 году немецкие биологи Иоганн Петер Мюллер и Фридрих Якоб Генле выделили самостоятельный род Taeniura для описания вида Trygon ornatus, который позднее был признан младшим синонимом тэниуры-лимма.
Морфологические исследования дали основание предположить, что тэниуры-лимма находятся в более близком родстве с американскими Himantura pacifica и шагреневыми хвостоколами, а также речными хвостоколами, чем с включаемыми в один род с ними Taeniura meyeni, которые в свою очередь ближе к скатам рода Dasyatis и индо-тихоокеанским гимантурам.
Молекулярные результаты исследования филогенеза хвостоколовых, опубликованные в 2013 году, указывают на тэниура-лимма как на вид, являющийся базальным по отношению к роду Neotrygon, а не к роду хвостоколов, к которому ранее причисляли Neotrygon. Эти исследования подтверждают гипотезу о выделении самостоятельного рода Taeniurops, (включающего таким образом виды Taeniurops meyeni и Taeniurops grabata), более близкого к хвостоколам, чем к роду Taeniura.
|  | Pteroplatytrygon violacea                                                                           |
|  | |
|  | \| \| Pastinachus sephen \| \| \| \| \| \| Dasyatis + Индо-тихоокеанские виды Himantura \| \| \| \| |
|  | |
|  | Pastinachus sephen                                                                                  |
|  | |
|  | Dasyatis + Индо-тихоокеанские виды Himantura                                                        |
|  | |

|  | Pastinachus sephen                           |
|  |                                              |
|  | Dasyatis + Индо-тихоокеанские виды Himantura |
|  |                                              |

|  | Pteroplatytrygon violacea                                                                           |
|  | |
|  | \| \| Pastinachus sephen \| \| \| \| \| \| Dasyatis + Индо-тихоокеанские виды Himantura \| \| \| \| |
|  | |
|  | Pastinachus sephen                                                                                  |
|  | |
|  | Dasyatis + Индо-тихоокеанские виды Himantura                                                        |
|  | |

|  | Pastinachus sephen                           |
|  |                                              |
|  | Dasyatis + Индо-тихоокеанские виды Himantura |
|  |                                              |

|  | Pteroplatytrygon violacea                                                                           |
|  | |
|  | \| \| Pastinachus sephen \| \| \| \| \| \| Dasyatis + Индо-тихоокеанские виды Himantura \| \| \| \| |
|  | |
|  | Pastinachus sephen                                                                                  |
|  | |
|  | Dasyatis + Индо-тихоокеанские виды Himantura                                                        |
|  | |

|  | Pastinachus sephen                           |
|  |                                              |
|  | Dasyatis + Индо-тихоокеанские виды Himantura |
|  |                                              |

|  | Pteroplatytrygon violacea                                                                           |
|  | |
|  | \| \| Pastinachus sephen \| \| \| \| \| \| Dasyatis + Индо-тихоокеанские виды Himantura \| \| \| \| |
|  | |
|  | Pastinachus sephen                                                                                  |
|  | |
|  | Dasyatis + Индо-тихоокеанские виды Himantura                                                        |
|  | |

|  | Pastinachus sephen                           |
|  |                                              |
|  | Dasyatis + Индо-тихоокеанские виды Himantura |
|  |                                              |

|  | Pteroplatytrygon violacea                                                                           |
|  | |
|  | \| \| Pastinachus sephen \| \| \| \| \| \| Dasyatis + Индо-тихоокеанские виды Himantura \| \| \| \| |
|  | |
|  | Pastinachus sephen                                                                                  |
|  | |
|  | Dasyatis + Индо-тихоокеанские виды Himantura                                                        |
|  | |

|  | Pastinachus sephen                           |
|  |                                              |
|  | Dasyatis + Индо-тихоокеанские виды Himantura |
|  |                                              |

|  | Pteroplatytrygon violacea                                                                           |
|  | |
|  | \| \| Pastinachus sephen \| \| \| \| \| \| Dasyatis + Индо-тихоокеанские виды Himantura \| \| \| \| |
|  | |
|  | Pastinachus sephen                                                                                  |
|  | |
|  | Dasyatis + Индо-тихоокеанские виды Himantura                                                        |
|  | |

|  | Pastinachus sephen                           |
|  |                                              |
|  | Dasyatis + Индо-тихоокеанские виды Himantura |
|  |                                              |

|  | Pteroplatytrygon violacea                                                                           |
|  | |
|  | \| \| Pastinachus sephen \| \| \| \| \| \| Dasyatis + Индо-тихоокеанские виды Himantura \| \| \| \| |
|  | |
|  | Pastinachus sephen                                                                                  |
|  | |
|  | Dasyatis + Индо-тихоокеанские виды Himantura                                                        |
|  | |

|  | Pastinachus sephen                           |
|  |                                              |
|  | Dasyatis + Индо-тихоокеанские виды Himantura |
|  |                                              |

|  | Pteroplatytrygon violacea                                                                           |
|  | |
|  | \| \| Pastinachus sephen \| \| \| \| \| \| Dasyatis + Индо-тихоокеанские виды Himantura \| \| \| \| |
|  | |
|  | Pastinachus sephen                                                                                  |
|  | |
|  | Dasyatis + Индо-тихоокеанские виды Himantura                                                        |
|  | |

|  | Pastinachus sephen                           |
|  |                                              |
|  | Dasyatis + Индо-тихоокеанские виды Himantura |
|  |                                              |

## Ареал и места обитания
Тэниуры-лимма широко распространены в тропических прибрежных водах Индо-Тихоокеанской области. В Индийском океане они обитают от ЮАР до Аравийского полуострова и Юго-Восточной Азии, включая воды, омывающие Мадагаскар, Маврикий, Занзибар, Шри-Ланку, Сейшельские и Мальдивские острова. В Персидском и Оманском заливах они попадаются редко. В Тихом океане тэниуры-лимма встречаются от Филиппин до северного побережья Австралии, в водах Полинезии и Меланезии, а также у Соломоновых островов. Эти скаты держатся вблизи коралловых рифов и прилегающих к ним песчаных отмелей от зоны прибоя до глубины 30 м, заходят в приливные бассейны и заросли водорослей. Ежегодно многочисленные тэниуры-лимма приплывают к берегам Южной Африки.

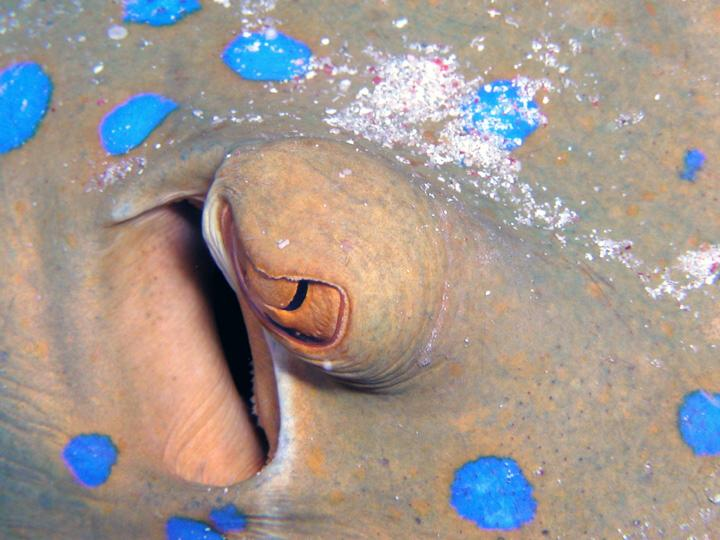
У тэниуры-лимма крупные, выдающиеся над поверхностью диска глаза

## Описание
Грудные плавники этих скатов срастаются с головой, образуя овальный диск, длина которого составляет 4/5 ширины. Передний край широко закруглён, рыло притуплённое. Позади крупных, выдающихся над диском глаз расположены широкие брызгальца. На вентральной поверхности диска имеются 5 пар жаберных щелей, рот и ноздри. Между ноздрями пролегает узкий лоскут кожи со слегка бахромчатым нижним краем, достигающий рта. По углам нижней челюсти, имеющей углубление в центральной части, расположены глубокие борозды. На каждой челюсти от 15 до 24 зубных рядов. Зубы выстроены в шахматном порядке, образуя плоскую поверхность. На дне ротовой полости имеются два крупных отростка. Брюшные плавники узкие и заострённые. Сильно приплюснутый хвост в 1,5 раза длиннее диска. На дорсальной поверхности хвостового стебля на довольно большом расстоянии от основания расположены один или два зазубренных шипа, соединённых протоками с ядовитой железой. Позади шипов находится вентральная кожная складка, которая доходит до кончика хвоста, и низкий дорсальный гребень, пролегающий вдоль позвоночника.
В целом кожа этих скатов гладкая. У некоторых особей в центре диска имеется несколько колючек. Окраска дорсальной поверхности диска яркая, по желтоватому или зеленоватому фону разбросаны многочисленные округлые пятна неоново-голубого цвета, плотность которых к краям диска увеличивается, а размер уменьшается. Вдоль хвоста пролегают две полосы такого же цвета. Глаза ярко-жёлтые. Вентральная поверхность диска белая. У особей, обитающий в водах ЮАР, полосы на хвосте иногда отсутствуют. Максимальная зарегистрированная ширина диска 35 см, длина тела 70 см, а вес 5 кг. Согласно другому источнику, максимальная зарегистрированная длина составляет 80 см.

## Биология
Тэниуры-лимма — одни из самых распространённых скатов прибрежных вод Индо-Тихоокеанской области. Обычно днём они неподвижно лежат на дне в пещерах, под коралловыми рифами и в прочих укрытиях (их можно встретить на затонувших кораблях), иногда выставив из толщи осадков лишь хвост. Ночью, с приливом эти скаты небольшими группами охотятся на мелководье. В отличие от большинства хвостоколов тэниуры-лимма редко полностью зарываются в песок. В поисках моллюсков, полихет, креветок, крабов и мелких донных рыб они выкапывают в грунте ямы; обнаружив добычу, скаты блокируют её диском и отправляют в пасть, передвигая диск над жертвой. За тэниурами часто следуют другие рыбы, например барабулевые, подбирая за ними то, что те упустили. Скаты ищут добычу и, вероятно, опознают сородичей с помощью электрорецепции.
Тэниуры-лимма плавают с помощью своих грудных плавников, которые составляют основную часть овального диска. Мышцы, расположенные по всей площади плавников, всегда активны, за исключением тех случаев, когда скаты двигаются очень медленно.
У тэниур-лимма сезон размножения продолжается с поздней весны до лета. Самцы преследуют самок, приблизив чувствительное рыло к их клоаке и улавливая химические сигналы, испускаемые ими, прихватывают за края диска, в конце концов кусают их, после чего происходит спаривание. Зафиксирован случай, когда самец тэниуры-лимма, вероятно, по ошибке, схватил за диск небольшого самца Neotrygon kuhlii. Взрослые самцы иногда собираются на мелководье, что также может быть связано с размножением.
Подобно прочим хвостоколообразным, тэниура-лимма относится к яйцеживородящим рыбам. Эмбрионы развиваются в утробе матери, питаясь желтком и гистотрофом. Вероятно, беременность длится от 4 до 12 месяцев. В помёте до 7 новорождённых с диском шириной 13—14 см, которые являются точной копией взрослых скатов, за исключением окраски: их бледно-серый или бледно-коричневый диск усеян чёрными или буровато-рыжими пятнышками. В каждом помёте существует свой характерный узор. У новорождённых мягкий хвост, который заключён в кожистую капсулу, чтобы не поранить при родах самку. Затем он освобождается и может быть использован как оружие защиты. Самцы достигают половой зрелости при ширине диска 20—21 см.

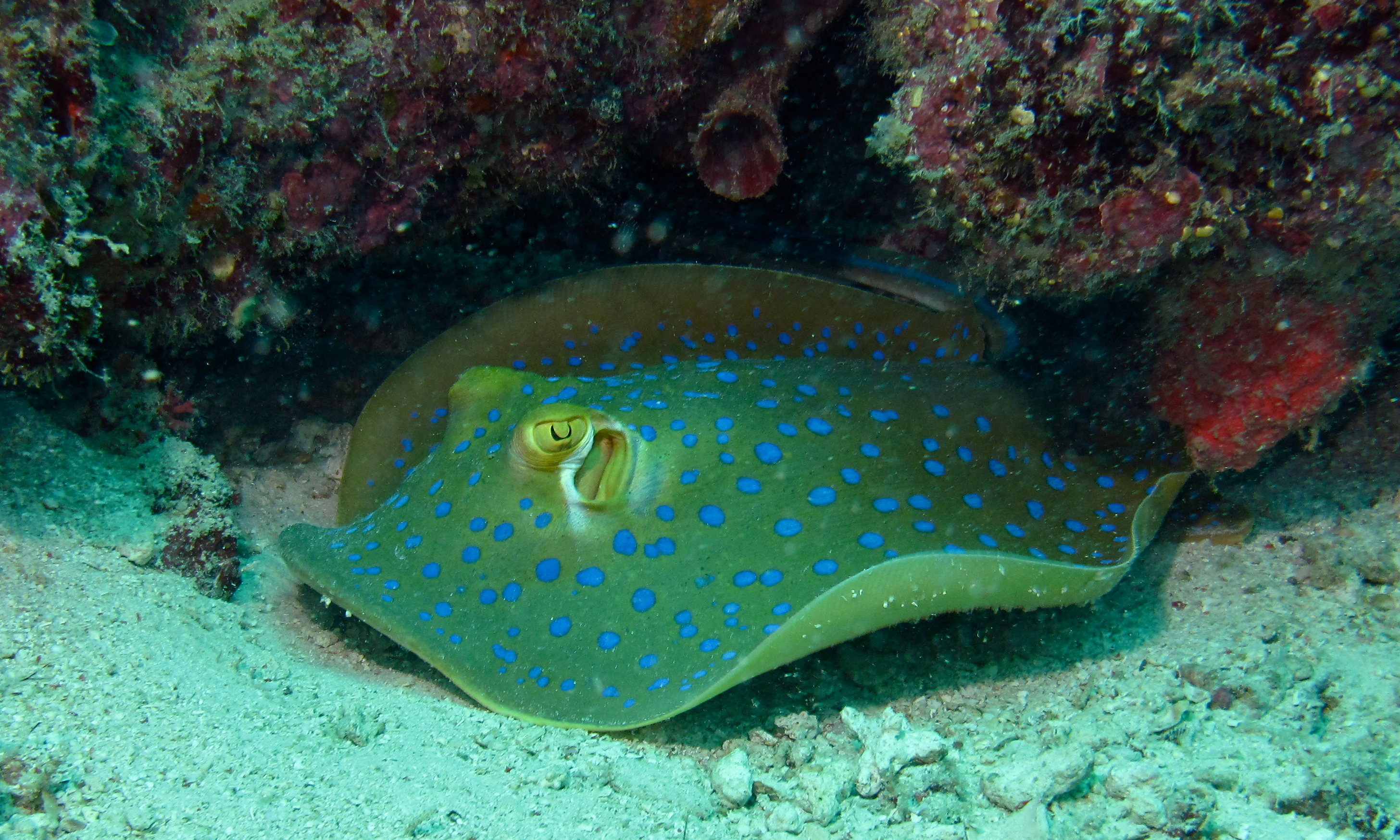
Днём тэниуры-лимма часто прячутся в разных укрытиях

На тэниур-лимма охотятся молотоголовые акулы и бутылконосые дельфины, потенциально они могут стать добычей прочих крупных рыб и морских млекопитающих. В случае опасности эти скаты спасаются бегством, двигаясь на большой скорости зигзагами, чтобы сбить нападающего со следа. На тэниурах-лимма паразитируют ленточные черви Aberrapex manjajiae, Anthobothrium taeniuri, Cephalobothrium taeniurai, Echinobothrium elegans и E. helmymohamedi, Kotorelliella jonesi, Polypocephalus saoudi, Rhinebothrium ghardaguensis и R. taeniuri, моногенеи  Decacotyle lymmae, Empruthotrema quindecima, Entobdella australis и Pseudohexabothrium taeniurae, плоские черви Pedunculacetabulum ghardaguensis и Anaporrhutum albidum, нематода Mawsonascaris australis, копеподы Sheina orri и простейшие Trypanosoma taeniurae. Иногда можно наблюдать, как тэниуры-лимма приподнимают края диска и брюшные плавники, подставляясь для чистки от паразитов губанчикам Labroides dimidiatus.

## Взаимодействие с человеком
Тэниуры-лимма довольно робки и неагрессивны, но, поскольку у них есть ядовитый шип и они обитают на мелководье, они представляют потенциальную опасность для человека. По некоторым данным, яд разлагается при нагревании. Поэтому рекомендуется замочить рану, нанесённую хвостоколом, в горячей воде, чтобы остановить действие яда и уменьшить боль. Яркая окраска и небольшой размер делают их популярными среди аквариумистов, хотя они плохо переносят неволю Их содержат в аквариумах объёмом не менее 450 л, при температуре воды 22—25,5 °С, pH 8,1—8,4, dKH 8—12 и солёности 1,020—1,025.
Эти скаты не являются объектом целевого лова. Они попадаются в качестве прилова при коммерческом промысле с помощью ярусов, жаберных сетей и садков. В Юго-Восточной Азии, Восточной Африке и Австралии их мясо используют в пищу. Эти скаты страдают от ухудшения условий среды обитания, в частности от уничтожения коралловых рифов. Международный союз охраны природы присвоил этому виду статус сохранности «Вызывающий наименьшие опасения».